# César Sampaio
César Sampaio, brazilski nogometaš, * 31. marec 1968, São Paulo, Brazilija.
Za brazilsko reprezentanco je odigral 47 uradnih tekem in dosegel šest golov. Nastopal je na Svetovnem prvenstvu v nogometu 1998, kjer je v šestih nastopih dosegel tri gole. Na otvoritveni tekmi proti Škotski je dosegel prvi gol celotnega turnirja, pozneje pa se je med strelce vpisal še z dvema goloma na tekmi osmine finala proti Čilu. Brazilija je tekmovanje končala z uvrstitvijo v finalno tekmo, kjer jo je s 3:0 porazila Francija.